# 주가봉 대한민국 대사관
주가봉 대한민국 대사관(프랑스어: Ambassade de la République de Corée au Gabon)은 1973년 가봉 리브르빌에 개설된 대한민국 외교부 소속의 대사관이다. 이 공관은 상투메 프린시페, 적도 기니를 겸임하며 산하 공관으로 주적도 기니 대한민국 대사관 말라보 분관을 두고 있다.

## 역사
대한민국은 1960년 8월 17일 가봉 독립과 동시에 국가 승인을 한 후 1962년 10월 1일 수교하였으며, 1973년 5월 5일 주가봉 대한민국 대사관을 개설하였다. 1975년 6월에는 주한 가봉 대사관이 설치되었다.
1975년 7월 오마르 봉고 대통령이 대한민국을 방문하였고, 아프리카 국가 지도자로는 처음 한국을 방문했다. 그 뒤 1982년 8월 전두환 대통령이 가봉을 방문한 데 이어 1984년 9월 봉고가 다시 방한하여 양국 정상회담을 가졌으며 1996년 8월에는 비공식 방한하였다. 그의 아들인 알리 봉고 현 대통령도 2010년 10월 이명박 대통령 초청으로 방한하는 등 자원 개발 및 인프라 건설 분야에서 밀접한 협력 관계를 맺어오고 있다.

## 역대 대사
- 제1대: 김창훈 (1974년 9월 5일 신임장 제정)
- 제2대: 김해선 (1978년 8월 3일 신임장 제정)
- 제3대: 함태혁 (1981년 9월 7일 신임장 제정)
- 제4대: 윤억섭 (1983년 2월 19일 신임장 제정)
- 제5대: 황남자 (1984년 9월 13일 신임장 제정)
- 제6대: 박창일 (1989년 4월 25일 신임장 제정)
- 제7대: 최낙천 (1992년 4월 30일 신임장 제정)
- 제8대: 방병채 (1995년 4월 4일 신임장 제정)
- 제9대: 강선용 (1997년 11월 30일 신임장 제정)
- 제10대: 오상식 (2000년 8월 30일 신임장 제정)
- 제11대: 조원호 (2003년 7월 1일 신임장 제정)
- 제12대: 엄성준 (2007년 3월 27일 신임장 제정)
- 제13대: 김성진 (2010년 3월 14일 신임장 제정)
- 제14대: 최철규 (2013년 6월 25일 신임장 제정)
- 제15대: 박정남 (2016년 11월 11일 신임장 제정)
- 제16대: 류창수 (2019년 11월 18일 신임장 제정)
- 제17대: 신송범 (2023년 1월 14일 신임장 제정)

## 같이 보기
- 주한 가봉 대사관
- 대한민국의 재외공관 목록
- 가봉 주재 외국공관 목록
- 가봉-대한민국 관계